# Padiglioni delle organizzazioni dell'Expo 2015
I padiglioni delle organizzazioni dell'Expo 2015 sono i padiglioni che all'esposizione universale di Milano sono dedicati a:
- organizzazioni internazionali
- organizzazioni no-profit
- ONLUS

Le prime sono considerate partecipanti ufficiali, mentre invece le altre categorie, più genericamente considerate associazioni della società civile sono partecipanti non ufficiali.

## Organizzazioni internazionali

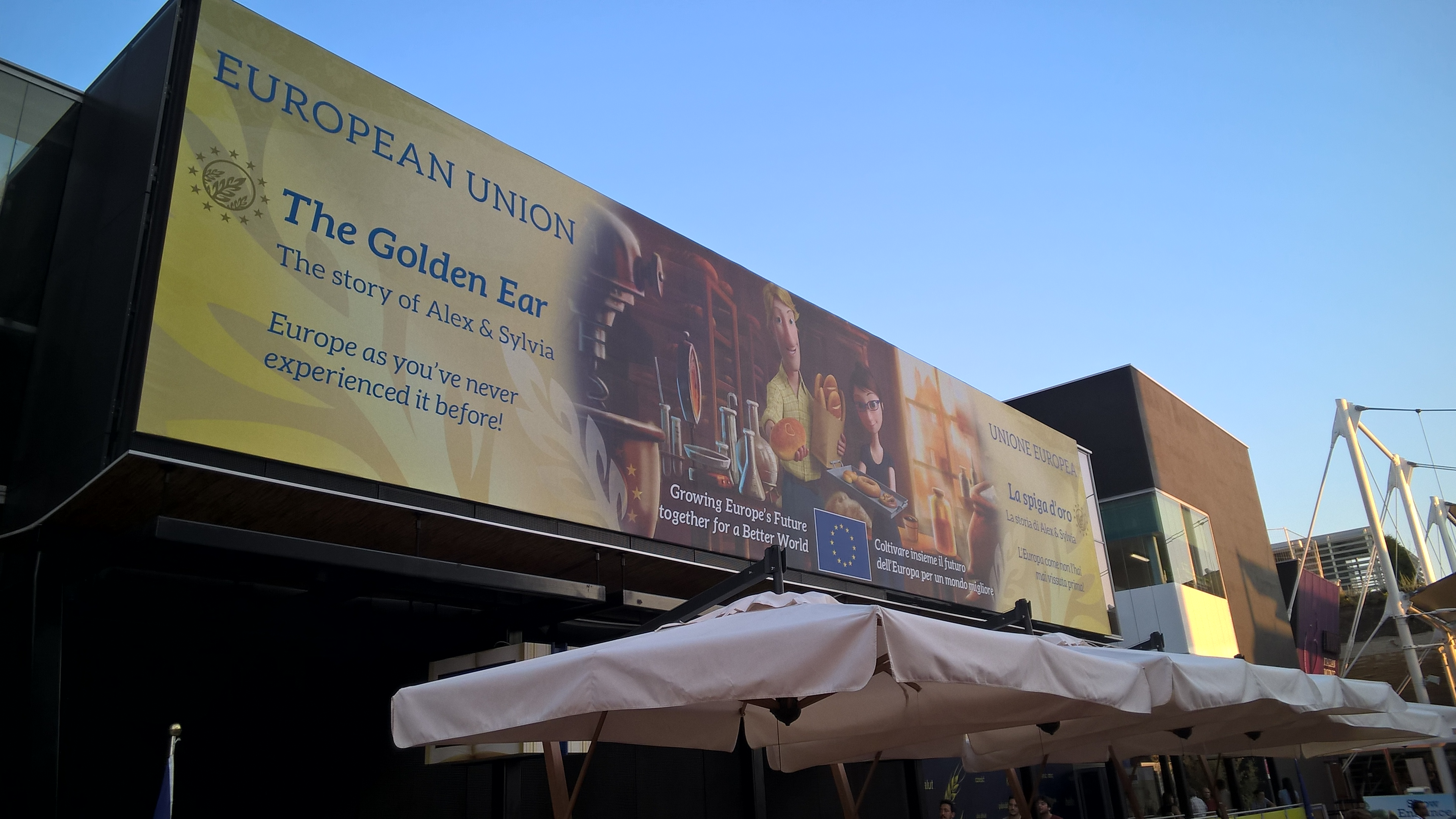
Padiglione dell'Unione Europea

Le seguenti organizzazioni internazionali hanno confermato la propria partecipazione ad Expo 2015 e rientrano nel computo dei partecipanti ufficiali all'esposizione:
- Unione europea - partecipa con un padiglione dedicato da circa 1.500 metri quadrati, situato all'interno del padiglione Italia, e più precisamente posto sul cardo, di fronte a Palazzo Italia. Il tema della presenza della UE è Growing Europe's Future Together for a Better World (Coltivare insieme il futuro dell'Europa per un mondo migliore). Il giorno di celebrazione dell'Unione Europea è il 9 maggio.
- ONU - è presente con uno spazio espositivo chiamato UN Garden e con numerosi chioschi sparsi per il sito espositivo ed individuati da un grande cucchiaio blu
- Comunità Caraibica (CARICOM) partecipa all'interno del cluster Cibo, mare e isole
- Forum delle isole del Pacifico presente all'interno del cluster Spezie

## Altre organizzazioni
Anche molte ONLUS e organizzazioni no-profit hanno aderito ad Expo 2015 come partecipanti non ufficiali. Alcune di esse si sono unite in un consorzio di associazioni della cosiddetta società civile denominato Fondazione Triulza a cui gli organizzatori hanno dedicato un'area specifica, ristrutturando la tradizionale costruzione lombarda di Cascina Triulza. Altre partecipano con un padiglione autocostruito.

### Cascina Triulza
Cascina Triulza è lo spazio espositivo dedicato alle organizzazioni della società civile, posto in zona Nord-ovest alle spalle dei lotti da N11 a N17. Si tratta di una tradizionale cascina milanese ristrutturata, inserita all'interno del sito espositivo e gestita da Fondazione Triulza, un network di enti ed organizzazioni costituito con lo scopo di far partecipare la società civile ad Expo 2015. Il tema attorno cui si sono raccolte queste entità è Energies to change the World (Energie per cambiare il Mondo).
Il lotto si compone di una zona dedicata a spazi espositivi di circa 840 metri quadri su due piani, un auditorium da 200 posti, un polo della ristorazione, due sale per workshop da 50 e 100 posti unificabili, una corte aperta, spazi dedicati all'orticoltura e un palco per eventi. Gli spazi espositivi disponibili sono di diverse metrature e opzionabili per una durata anche minore dei sei mesi della manifestazione.
Partecipano al progetto:
- Organizzazioni della Società Civile (OSC), che hanno sviluppato il progetto per il Padiglione
- Enti Pubblici, impegnati nella promozione e nello sviluppo sostenibili dei Territori e delle Comunità locali
- Enti Filantropici, che contribuiscono al cambiamento sostenendo le idee in logica di sussidiarietà e innovazione sociale
- Aziende, di grandi e piccole dimensioni, che sposano i principi della responsabilità sociale d'impresa.

Tra i numerosi enti e organizzazioni, Altroconsumo, Avis, Lions Clubs International, banche di credito cooperativo, Cesvi, la Comunità di Sant'Egidio, Fairtrade, Grana Padano, Legambiente, Oxfam, la Regione Umbria e il WWF.
Cascina Triulza ospita anche le iniziative di WE - Women for Expo, un progetto dedicato alla partecipazione femminile ad Expo 2015.

### Partecipazione con padiglioni self-built
| Padiglioni self-built delle organizzazioni   | Padiglioni self-built delle organizzazioni                                     | Padiglioni self-built delle organizzazioni | Padiglioni self-built delle organizzazioni | Padiglioni self-built delle organizzazioni | Padiglioni self-built delle organizzazioni |
| Associazione                                 | Tema                                                                           | Immagine                                   | Lotto                                      | Dimensioni [mq]                            | Descrizione                                |
| -------------------------------------------- | ------------------------------------------------------------------------------ | ------------------------------------------ | ------------------------------------------ | ------------------------------------------ | ------------------------------------------ |
| Associazione Mondiale degli Agronomi e CONAF |                                                                                |                                            | NE12                                       | 550                                        |                                            |
| Save The Children                            |                                                                                |                                            | N9                                         |                                            |                                            |
| Caritas internationalis                      | Divide to multiply. Breaking bread Dividere per moltiplicare. Spezzare il pane |                                            | S2                                         | 887                                        |                                            |
| Don Bosco Network                            |                                                                                |                                            |                                            |                                            |                                            |
| Veneranda Fabbrica del Duomo                 |                                                                                |                                            | S3                                         |                                            |                                            |

### World Expo Museum
Il cluster Bio-Mediterraneo ospita il padiglione del World Expo Museum in costruzione a Shanghai. Questo ente è l'unico ufficialmente designato dall'Ufficio internazionale delle esposizioni ad essere museo e archivio documentale delle Expo. Il padiglione ospita una mostra che ripercorre la storia delle esposizioni universali e di come abbiano contribuito alla promozione e condivisione della cultura, delle arti, della scienza e del progresso tecnologico.